# Tamika
Tamika ist ein weiblicher Vorname.

## Herkunft und Bedeutung
Tamika stammt von wahrscheinlich von tamu, Swahili für süß. Der Name bedeutet also die Süße, auf Haiti im übertragenen Sinne auch „Die Blüte der aufgehenden Sonne“.

## Benannte Namensträger
- Tamika Catchings (* 1979), US-amerikanische Basketballspielerin
- Tamika Mkandawire (* 1983), malawischer Fußballspieler
- Tamika Raymond (* 1980), US-amerikanische Basketballspielerin
- Tamika Whitmore (* 1977), US-amerikanische Basketballspielerin